# Dámaso González
Pour les articles homonymes, voir González et Carrasco.
González  Carrasco est un nom espagnol. Le premier nom de famille, en général paternel, est González ; le second, en général maternel, souvent omis, est Carrasco.
Dámaso González Carrasco, né le 11 septembre 1947 à Albacete et mort le 26 août 2017 à Madrid, est un matador espagnol.
Jacques Durand le présente  dans la lignée des toreros de courage. « Une lignée de toreros du courage immobile et des pieds joints part de Belmonte, [...] Litri père, Chicuelo II, [...] Dámaso González [...] et s'est arrêtée longtemps à Albacete, grande nourrice de la tauromachie imperturbable. »
Cependant malgré son courage, il n'était pas aimé des foules autant qu'il le méritait. « Si Dámaso avait été plus grand, n'avait pas eu ce visage triste et souffreteux, les foules l'auraient sans doute davantage adulé et il apparaitrait comme une des plus grandes figures du toreo. Car ce matador savait se jouer de toutes les difficultés et dominer sans coup férir tous les taureaux qu'on lui opposait. [...] Bien que de petite taille, il a accepté des monstres qu'il est venu travailler dans les cornes, en se plaçant face à eux, et en maniant la muleta dans le dos ». »

## Carrière
Dámaso González est né dans une modeste famille d'agriculteurs manchegos. Il est d'abord livreur de lait avant de courir les capeas de village, période pendant laquelle il dort dans les granges avec les toros. Deux de ses compagnons se font tuer par des taureaux. En 1967 à Santisteban del Puerto il fait ses débuts de novillero avec Carnicerito de Úbeda. Ce jour-là, il reçoit un coup de corne. Recousu sur un coin de table à égorger les cochons à peine recouvert d'un linge, il faudra rouvrir sa blessure et recoudre à Albacete. Il fait des débuts semblables à ceux de Manolete en toréant dans la partie sérieuse des spectacles comiques en 1965. Il a été sorti de l'anonymat des novilladas sans picador par Pedrés, torero d'Albacete, qu'un de ses anciens banderilleros lui avait indiqué. Il revêt l'habit de lumières pour la première fois lors d'un festival donné le 27 aout 1966 à Albacete. Il est alors seulement sobresaliente. Sa première novillade piquée a lieu le 8 septembre 1968 à Albacete devant du bétail Villamarta. 
La saison suivante il débute à Barcelone, il y remporte un succès éclatant, comme beaucoup de novilleros spectaculaires. Il y paraît sept fois. La Casa Camará qui est devenu son apoderado lui fait prendre l'alternative, le 24 juin de cette même saison, après seulement vingt novilladas piquées. Miguelín lui cède un taureau de Flores Cubero qui est l'élevage de l'apoderado. Blessé ce jour-là par son second taureau, le jeune matador qualifié de « torero-suicide »  fait valoir ses qualités de temple, malgré quelques extravagances. Son style angoissant  lui vaut rapidement un succès populaire, tandis que les puristes le qualifie de tremendiste. Tout comme El Cordobes, qui, par ailleurs s'efforcera de lui faire obstruction, il partage le monde des aficionados : beauoup apprécient son efficacité, d'autres lui reprochent sa vulgarité.
Dans les saisons 1970 Dámaso González s'impose devant tous les types de taureaux, obligeant les taureaux mansos à charger, et jusqu'à sa première retraite en 1988, il force l'admiration de ses confrères. Son apport au toreo  se vérifie lors de l'apparition de Paco Ojeda : on vérifie alors que les passes  d'Ojeda avaient été précédemment inventées par González . « La seule différence, que souligne le critique taurin Joaquim Vidal dans le journal El Pais  réside dans la taille de l'homme et l'irréprochable plastique d'Ojeda, qui fait défaut à González. Mais pour le reste, pour cette approche au fil des cornes, pour ce mouvement de balancier de la muleta [...], pour ses faenas réalisées dans un mouchoir de poche, le petit Dámaso  avait tout inventé. »
Francis Marmande, dans Le Monde du 30 août 2017, reproche leur mépris aux « spécialistes de la spécialité » envers González et leur reconnaissance tardive. Il rappelle qu'il portait à ses tout débuts le nom de  « Curro de Alba », et que « la fameuse chicuelina  où le toréador se drape dans la cape au ras des cornes, la  manoletina  si prisée aujourd'hui depuis que Tomas les a remises à l'honneur sont issues du toreo-comique, » tel que le pratiquait le petit Dámaso.

## Style
Bien que nombre d’aficionados, mais peu de critiques aient condamné son manque d’esthétique, il a démontré sa personnalité sincère, sa capacité à affronter et dominer tous les taureaux, y compris ceux provenant des ganaderías les plus dures. Les tourbillons de passes circulaires, les nombreux desplantes plaisaient au « gros public », pendant que sa maîtrise de la muleta avait fini par convaincre même les aficionados les plus réticents.
En 1988 il se retire pour revenir en 1991 et prendre une nouvelle et définitive retraite en 1994 après la féria d’Albacete.

## Les grandes dates
- Présentation à Madrid : 1er juin 1969.
- Alternative : Alicante (Espagne) le 24 juin 1969. Parrain, « Miguelín » ; témoin, Paquirri. Taureaux de la ganadería de Flores Cubero.
- Confirmation d’alternative à Madrid : 14 mai 1970. Parrain, « El Viti ; témoin, Miguel Márquez, devant Barranquillo taureau de la ganadería de Francisco Galache de Hernandinos[3]
- Premier de l’escalafón en 1980.
- Pour son retour le 15 mars 2003 à Valence il obtient un grand succès et il est reconnu comme un grand torero, reconnaissance qu'il aurait aimé obtenir au moment de sa pleine activité[10].

## Hommage
En septembre 2015, la statue de Dámaso González a été inaugurée devant les arènes d'Albacete , vidéo de l'inauguration.
En décembre 2017, il reçoit la médaille d'or du mérite des beaux-arts à titre posthume.